# Rittergut Bodendorf

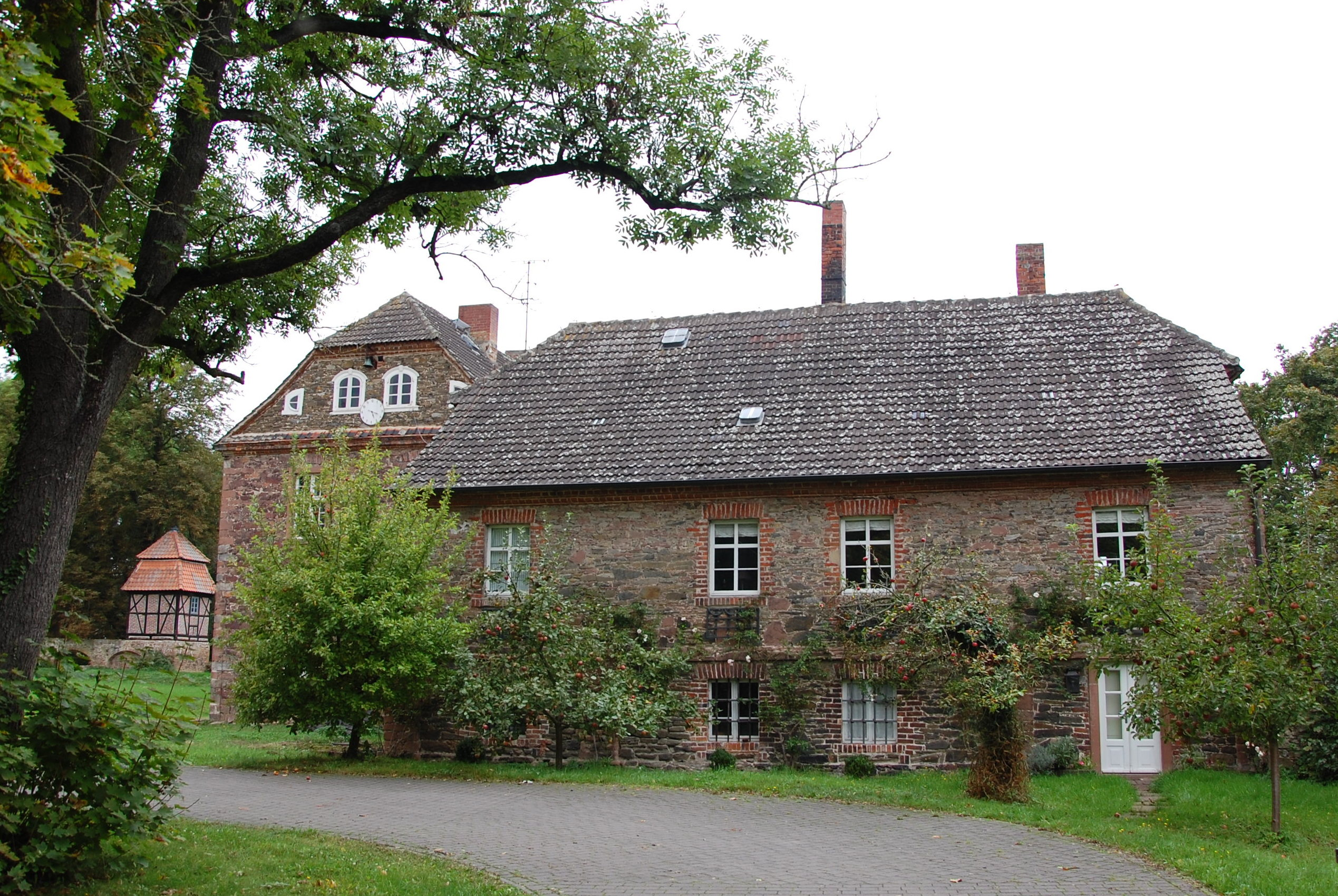
Rittergut Bodendorf

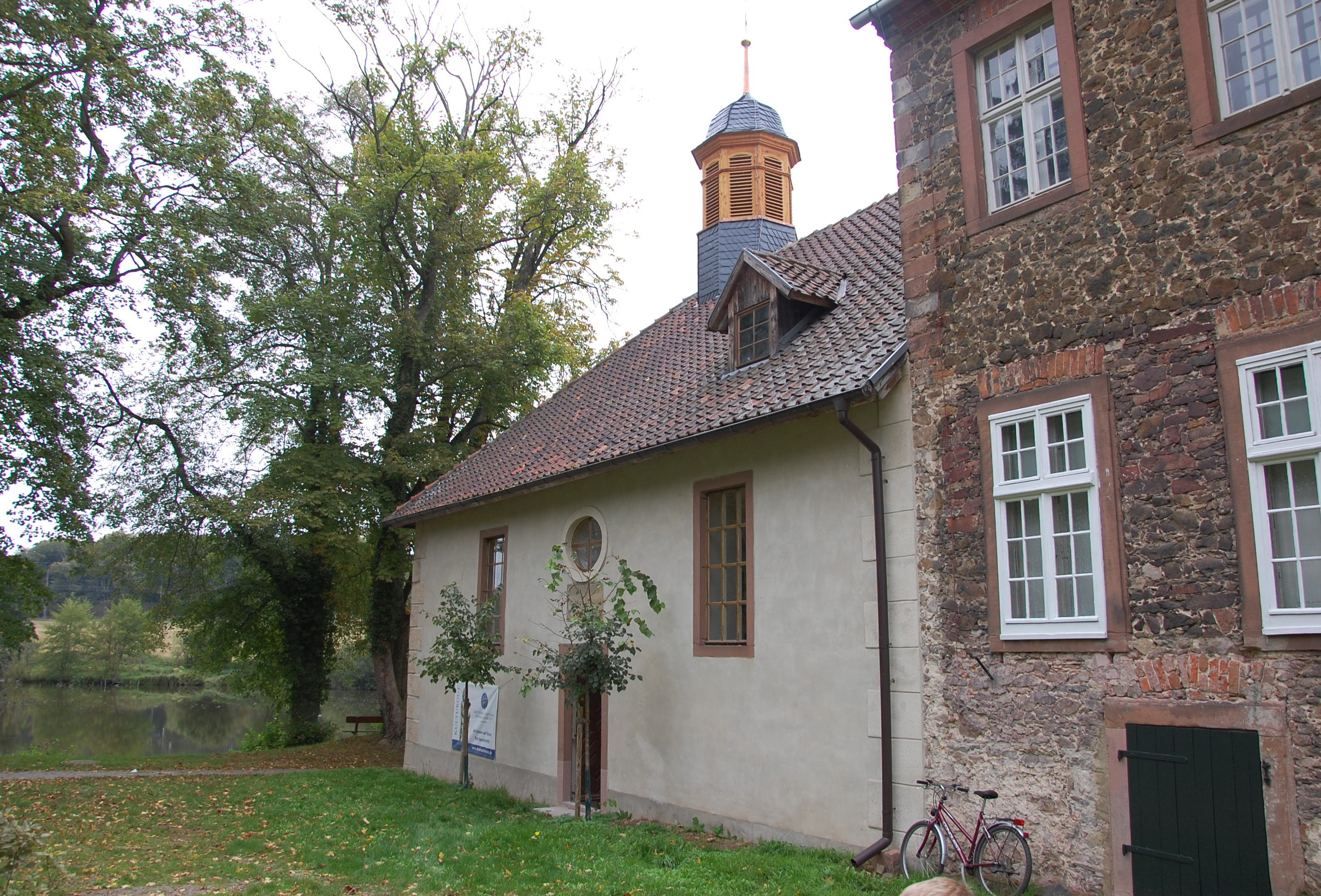
Schlosskapelle (2014)

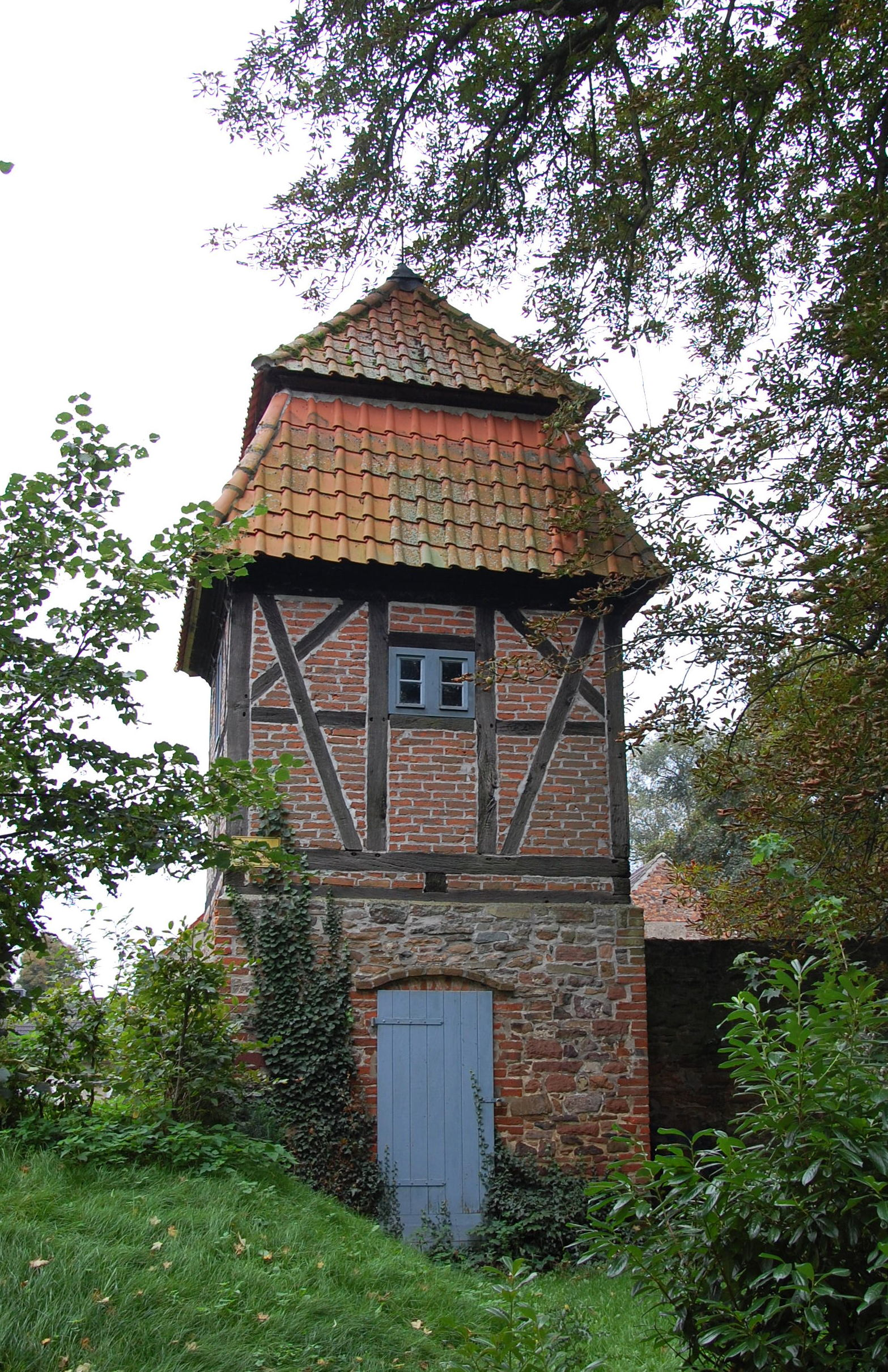
Taubenturm (2014)

Das Rittergut Bodendorf, auch Herrenhaus Bodendorf oder Schloss Bodendorf genannt, ist ein denkmalgeschütztes Bauwerk im Ortsteil Bodendorf der Stadt Haldensleben im Landkreis Börde in Sachsen-Anhalt. Im Denkmalverzeichnis von Sachsen-Anhalt ist das Rittergut unter der Erfassungsnummer 094 84945 als Baudenkmal verzeichnet. Es hat die Adresse Lindenstraße 3, 4. Die angebaute Schlosskapelle ist als „Teilobjekt eines Baudenkmals“ separat mit der Erfassungsnummer 094 84945 001 im Denkmalverzeichnis ausgewiesen.

## Geschichte
Eine erste Burg in Bodendorf – hervorgegangen aus einem Kloster – wird im 12. Jahrhundert erwähnt, die vermutlich in einem Stauteich lag. Die Herren von der Schulenburg wurden mit dem Gut im Jahre 1485 belehnt und errichteten um 1530 ein Vorwerk. Das Herrenhaus wurde aus barocken Teilen des Vorwerks gegen Ende des 17. Jahrhunderts erbaut. Stifter waren Daniel Ludolph von der Schulenburg und Johanna Susanna von Dieskau. Die nordwestlich gelegene Kapelle entstand 1709. 1817 wurde ein klassizistischer Flügel innen mit Wandpilastern und Girlandendekor in Stuck angebaut. Ein Treppenturm im Stil der Neurenaissance und des Neubarocks entstand zwischen 1910 und 1920.
Bis zur Enteignung während der Bodenreform in der Sowjetischen Besatzungszone im Jahr 1946 blieb das Rittergut in Familienbesitz. Nach der Enteignung musste die Familie das Gut verlassen und wurde aus Bodendorf ausgewiesen. Später wurde das Herrenhaus zu einem Pflegeheim und stand nach der Wende leer. Die Nachfahren der einstigen Besitzer erwarben das Rittergut und sanierten das Herrenhaus und die Kapelle.

## Baubeschreibung und Umfeld
Das zweigeschossige Herrenhaus wurde als neunachsiger Barockbau errichtet, der mit dem dreiachsigen Kapellenanbau im Dachgeschoss um zwei Achsen ausgebaut wurde. Die Kapelle besitzt einen eigenen Dachreiter, der offenbar von der Sanierung im Jahr 1951 stammt, da sich hier zuvor ein polygonales Schweifdach befand. In der Mitte der Südwestfront wurde die Stifterinschrift angebracht.
Östlich des Herrenhauses steht das 1815 errichtete Küchenhaus. Zum Rittergut gehört eine Parkanlage mit dem nördlich gelegenen Hofteich. An der Gartenmauer steht ein in Fachwerk errichteter Gartenpavillon von 1826 mit offenen Dachstuhl und Laterne. Auf der Mauer selbst wurde im Jahr 1777 ein Taubenturm mit Fachwerkobergeschoss erbaut. Er besitzt ein markantes Mansarddach, wurde auf einem Feldsteinsockel errichtet und im Obergeschoss Backstein verwendet. An der Westecke der Gutsanlage befindet sich eine Pforte mit Schulenburgischem Wappen des 19. Jahrhunderts.